# Grove City (Ohio)
Grove City és una ciutat dels Estats Units a l'estat d'Ohio. Segons el cens del 2000 tenia 27.075 habitants.

## Demografia
Segons el cens del 2000, Grove City tenia 27.075 habitants, 10.265 habitatges, i 7.544 famílies. La densitat de població era de 749,4 habitants/km².
Dels 10.265 habitatges en un 37,8% hi vivien nens de menys de 18 anys, en un 59,5% hi vivien parelles casades, en un 10,3% dones solteres, i en un 26,5% no eren unitats familiars. En el 22,4% dels habitatges hi vivien persones soles el 8,3% de les quals corresponia a persones de 65 anys o més que vivien soles. El nombre mitjà de persones vivint en cada habitatge era de 2,61 i el nombre mitjà de persones que vivien en cada família era de 3,07.
Per edats la població es repartia de la següent manera: un 28,3% tenia menys de 18 anys, un 7,4% entre 18 i 24, un 31,6% entre 25 i 44, un 21,7% de 45 a 60 i un 11,1% 65 anys o més.
L'edat mediana era de 35 anys. Per cada 100 dones de 18 o més anys hi havia 89,8 homes.
La renda mediana per habitatge era de 52.064 $ i la renda mediana per família de 62.059 $. Els homes tenien una renda mediana de 40.599 $ mentre que les dones 30.399 $. La renda per capita de la població era de 22.305 $. Aproximadament el 3,3% de les famílies i el 4,6% de la població estaven per davall del llindar de pobresa.

## Poblacions properes
El següent diagrama mostra les poblacions més properes.